# Leucosyrinx
Leucosyrinx là một chi ốc biển, là động vật thân mềm chân bụng sống ở biển trong họ Turridae.

## Các loài
Các loài thuộc chi Leucosyrinx bao gồm :
- Leucosyrinx angusteplicata (Strebel, 1905)
- Leucosyrinx archibenthalis Powell, 1969
- Leucosyrinx badenpowelli Dell, 1990
- Leucosyrinx bolbodes (Watson, 1881)
- Leucosyrinx caecilia Thiele, 1925
- Leucosyrinx canyonensis (Dell, 1956)
- Leucosyrinx circinata [cần dẫn nguồn]
- Leucosyrinx claviforma (Kosuge, 1992)
- Leucosyrinx clionella Dall, 1908
- Leucosyrinx crebricostata [cần dẫn nguồn]
- Leucosyrinx dalli (Bush, 1893)
- Leucosyrinx elsa Thiele, 1925
- Leucosyrinx equatorialis (Dall, 1919)
- Leucosyrinx erna Thiele, 1925
- Leucosyrinx esilda (Dall, 1908)
- Leucosyrinx exulans (Dall, 1890)
- Leucosyrinx falklandica Powell, 1951
- Leucosyrinx hemimeres (Watson, 1881)
- Leucosyrinx herilda (Dall, 1908)
- Leucosyrinx julia Thiele, 1925
- Leucosyrinx kantori McLean, 1995
- Leucosyrinx lancea Lee, 2001
- Leucosyrinx macroberstoni Powell, 1958
- Leucosyrinx mai Li & Li, 2008
- Leucosyrinx mawsoni Powell, 1958
- Leucosyrinx paragenota Powell, 1951
- Leucosyrinx paratenoceras Powell, 1951
- Leucosyrinx pelagia (Dall, 1881)
- Leucosyrinx pikei (Dell, 1963)
- Leucosyrinx plebeia (Watson, 1881)
- Leucosyrinx pyramidalis (Schepman, 1913)
- Leucosyrinx sansibarica Thiele, 1925
- Leucosyrinx subgrundifera (Dall, 1888)
- Leucosyrinx taludana Castellanos & Landoni, 1993
- Leucosyrinx tenoceras (Dall, 1889)
- Leucosyrinx turritus Sysoev, 1990
- Leucosyrinx verrillii (Dall, 1881)

Các loài được đưa vào đồng nghĩa
- Leucosyrinx aequatorialis Thiele, 1925: đồng nghĩa của Comitas aequatorialis (Thiele, 1925)
- Leucosyrinx cuvierensis Mestayer, 1919: đồng nghĩa của Terefundus cuvierensis (Mestayer, 1919)
- Leucosyrinx erica Thiele, 1925: đồng nghĩa của Comitas erica (Thiele, 1925)
- Leucosyrinx erosina Dall, 1908: đồng nghĩa của Borsonella erosina (Dall, 1908)
- Leucosyrinx galapagana Dall, 1919: đồng nghĩa của Exilia cortezi (Dall, 1908)
- Leucosyrinx kincaidi Dall, 1919: đồng nghĩa của Aforia kincaidi (Dall, 1919)
- Leucosyrinx pacifica Dall, 1908: đồng nghĩa của Belomitra pacifica (Dall, 1908)
- Leucosyrinx queenslandica Powell, 1969: đồng nghĩa của Zemacies queenslandica (Powell, 1969)
- Leucosyrinx recta Hedley, 1903: đồng nghĩa của Austrocarina recta (Hedley, 1903)